# سانتا كروث ديل فايي
بلدية سانتا كروث ديل فايي (بالإسبانية: Santa Cruz del Valle) هي بلدية تقع في مقاطعة آبلة التابعة لمنطقة قشتالة وليون وسط إسبانيا.

## الديموغرافيا
بلغ عدد سكان بلدية سانتا كروث ديل فايي 444 نسمة عام 2011 (وفقاً للمعهد الوطني للإحصاء الإسباني).
| 656 | 663 | 552 | 551 | 508 | 480 | 444 |